# Площадь Павлова (Новочеркасск)
Площадь Па́влова — одна из площадей города Новочеркасска Ростовской области.

## История
В начале XIX века на площади Павлова располагались главные учреждения донских казаков. В этом месте на протяжении 15 лет был административный центр Нового Черкасска. Площадь в то время носила название Парадной. А в 1895 году в документах значилась как Институтская площадь. Новое название она получила из-за того, что с середины XIX века в этом месте размещался Донской Мариинский женский институт. После того, как институт был переведен в другое здание, площадь была опять переименована и получила имя атамана Войска Донского Н. И. Святополк-Мирского. В 1910 году на территории площади построили церковь во имя Серафима Саровского, которая впоследствии была разрушена в 1930-х годах. В это же время площадь опять была переименована и стала называться площадью Лассаля — в честь немецкого социалиста Фердинанда Лассаля. В 1963 году площадь получила новое название и стала значиться площадью Павлова — под этим названием она известна и жителям XXI столетия. Георгий Афанасьевич Павлов был героем войны, в сентябре 1942 года он вместе с Тимофеем Васильевичем Колывановым взорвал вагон с немецкими боеприпасами, вследствие чего было приостановлено движение на железной дороге. Из-за это его убили. Георгий Павлов был посмертно награжден орденом Отечественной войны 2-й степени.

## Архитектурный ансамбль
На площади Павлова сосредоточено разнообразие архитектурных стилей. На южной стороне размещается двухэтажное здание госпиталя МВД РФ, на восточной стороне — архитектура 1950-х—1960-х годов. На западной и восточной стороне площади обустроены двухэтажные и одноэтажные жилые дома, построенные в разные годы XX века. Большая часть площади отведена под сквер, территорию которого разделяют 2 дороги. Одна из них — продолжение Широкого переулка, вторая срезает угол, который образуется проспектом Ермака и Трудовым переулком. На западной границе сквера располагается павильон «Анис».